# 2693 Yan'an
2693 Yan'an eller 1977 WM1 är en asteroid i huvudbältet som upptäcktes den 3 november 1977 av Purple Mountain-observatoriet i Nanjing, Kina. Den är uppkallad efter den kinesiska staden Yan'an.
Asteroiden har en diameter på ungefär 6 kilometer.